# Chromis cadenati
Chromis cadenati es una especie de peces de la familia Pomacentridae en el orden de los Perciformes.

## Morfología
Los machos pueden llegar alcanzar los 16,5 cm de longitud total.

## Hábitat
Es un pez de mar.

## Distribución geográfica
Se encuentran en las costas de Senegal, Guinea, Liberia y Ghana.